# Silvia Iklé
Silvia Iklé (* 12. Januar 1949 in St. Gallen) ist eine Schweizer Dressurreiterin. 

## Leben und Wirken
Silvia Iklé erlangte ihren ersten nationalen Titel 1977 in ihrer Heimatstadt St. Gallen. 1990 gewann sie mit ihrem damals elfjährigen Niederländerwallach Spada die Bronzemedaille des Schweizer Teams bei den Weltreiterspielen in Stockholm. Es folgten drei WM- und 2004 eine Olympiateilnahme in Athen sowie mehrere Europameisterschaften. Den Höhepunkt ihrer Karriere erreichte Iklé im Jahr 2008 mit ihrem erfolgreichsten Pferd Salieri CH als Nummer 3 der Weltrangliste FEI. Insgesamt feierte Iklé 24 Siege und 32 Podestplätze mit Salieri CH.
Mit Salieri CH beendete sie auch ihre Wettkampf-Karriere im internationalen Dressursport. Als im Jahr 2008 ein turbulenter Flug Salieri CH in heftige Panik versetzte, entschied sie sich, dass ihre Pferde nie mehr fliegen müssen. Sie verzichtete zum Wohl ihrer Pferde auf die Olympischen Spiele in Peking, die Weltreiterspiele von Kentucky 2010 sowie zwei Weltcup-Finalprüfungen in Las Vegas. 2012 starb der dunkelbraune Wallach an einer Kolik.
Iklé ritt stets ohne Unterstützung von Sponsoren und finanzierte die internationalen Turniere selbst. Parallel zu ihrer Dressurkarriere führte sie ihren Dressur- und Ausbildungsstall. Bis heute bildete sie 13 Pferde bis zur Stufe Grand Prix aus. Unter dem Titel Alles Pferde, oder was? erschien 2015 die Biografie Silvia Iklés, geschrieben vom Pferdesport-Journalisten Heinrich Schaufelberger.

## WEG-Teilnahmen
- 1990 Stockholm (SWE): Teambronze 22. Rang Einzel
- 1994 Den Haag (NED): 8. Rang Team, 30. Rang Einzel (GP)
- 2002 Jérez (ESP): 6. Rang Team, 59. Rang Einzel
- 2006 Aachen (GER): 8. Rang Team, 6. Rang Einzel GPS, 11. Rang Einzel GPK